# Aricia ardanazi
Aricia ardanazi är en fjärilsart som beskrevs av Dupont 1934. Aricia ardanazi ingår i släktet Aricia och familjen juvelvingar. Inga underarter finns listade i Catalogue of Life.